# Friedrich Kramer (Politiker)

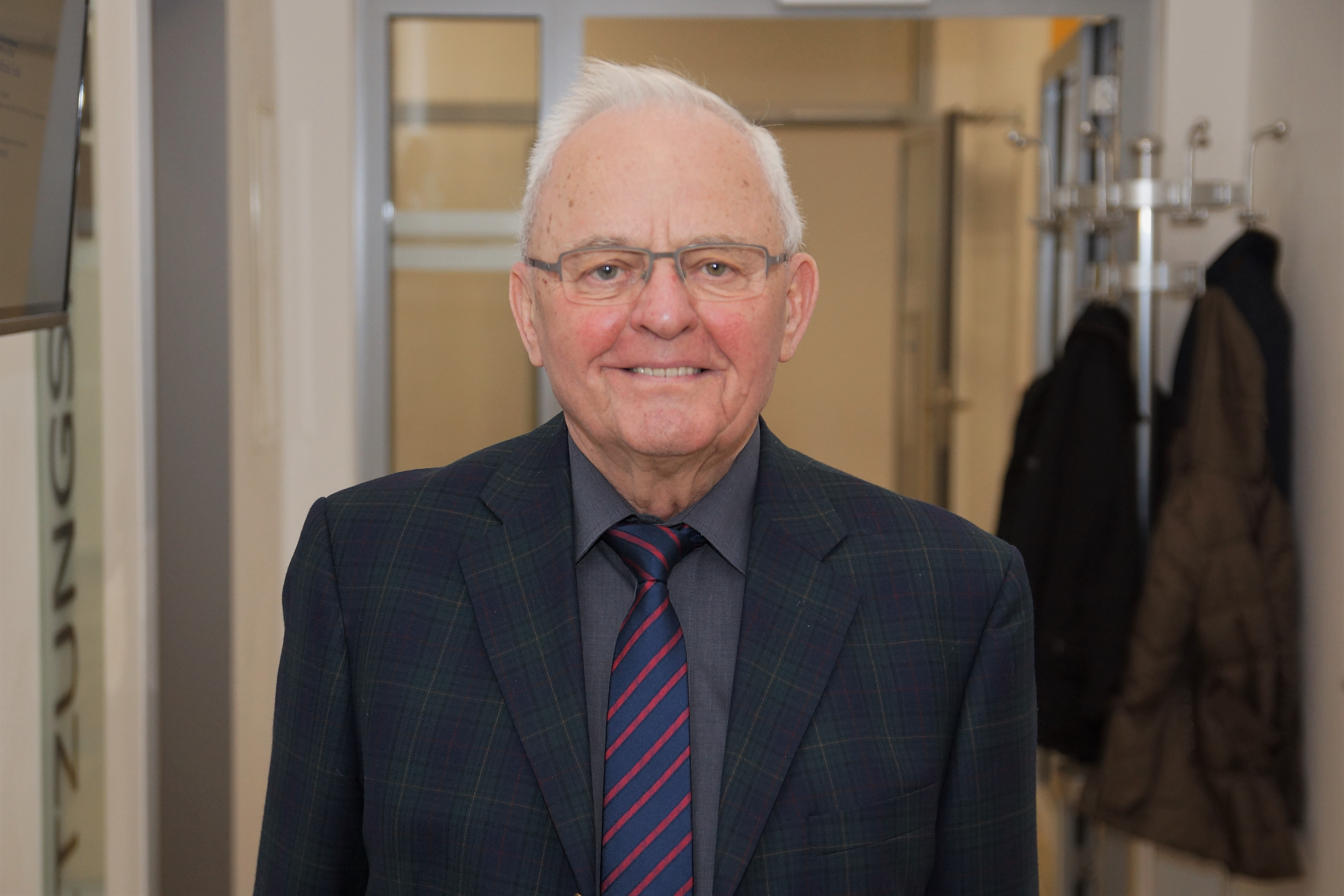
Fritz Kramer (2018)

Friedrich Kramer (genannt Fritz Kramer, * 5. Februar 1938 in Hindenburg, Oberschlesien) ist ein deutscher Politiker der CDU und war 33 Jahre lang Landrat des Landkreises Fulda.

## Leben

### Ausbildung und Beruf
Kramer studierte an der Johannes Gutenberg-Universität Mainz Rechtswissenschaft und war nach dem Staatsexamen Gerichtsassessor und später Staatsanwalt am Landgericht Wiesbaden. Seit 1958 ist er Mitglied der katholischen Studentenverbindung Rheno-Palatia (Breslau) Mainz im CV.

### Politischer Werdegang
1970 gehörte er zur Wahlkampfmannschaft von Alfred Dregger und wurde bei der Landtagswahl, bei der die CDU ihren Stimmanteil um 13 % erhöhte als Abgeordneter der 7. Wahlperiode des Hessischen Landtags in diesen gewählt. Im Mai 1973 wurde er vom Kreistag zum ersten Landrat des Landkreises Fulda nach der Gebietsreform im Lande Hessen gewählt. Er schied daher vorzeitig am 22. Juni 1973 aus dem Landtag aus. Im Februar 2006 schied Kramer nach 33 Jahren mit Erreichen der gesetzlichen Altersgrenze von 68 Jahren als Landrat des Landkreises Fulda aus. Nach dem Ende seiner hauptamtlichen politischen Tätigkeit ist Kramer als Strafverteidiger tätig.

#### Weitere Ämter
Kramer war für mehrere Jahrzehnte CDU-Kreis- und auch Bezirksvorsitzender, Mitglied im Präsidium der hessischen CDU sowie Fraktionsvorsitzender in der Verbandsversammlung des Landeswohlfahrtsverbands Hessen.
In seiner Funktion als Landrat war Kramer als stellvertretender bzw. Vorsitzender des Aufsichtsrats der Aktiengesellschaft Bad Salzschlirf tätig. Anfang 2001 musste diese unter seinem Aufsichtsratsvorsitz Insolvenz anmelden.
Kramer war bis Oktober 2021 Aufsichtsratsvorsitzender des Siedlungswerks Fulda eG. Des Weiteren ist er Ehrenvorsitzender sowohl des Kreisverbands Fulda als auch des Bezirksverbands Osthessen der CDU. 

### Privates
Kramer ist Kunst- und Literaturliebhaber. Er ist verheiratet und hat zwei Töchter.

## Auszeichnungen
2003 bekam er vom Land Hessen für seine Verdienste in der kommunalen Selbstverwaltung die Freiherr-vom-Stein-Plakette verliehen. Im Januar 2018 verlieh ihm die CDU Hessen die Alfred-Dregger-Medaille in Gold als höchste von ihr verliehene Auszeichnung. Volker Bouffier würdigte ihn in seiner Laudatio als einen der Männer und Frauen, welche den Grundstein für den Erfolg der CDU in Hessen gelegt hätten. Seine immer pointierte Meinung, die er unabhängig vom jeweiligen Zeitgeist vertreten habe, sei auch jederzeit vom politischen Gegner respektiert worden.